# Syndicat d’agglomération nouvelle Ouest Provence
Das Syndicat d’agglomération nouvelle Ouest Provence ist ein ehemaliger französischer Gemeindeverband mit der Rechtsform eines Syndicat d’agglomération nouvelle im Département Bouches-du-Rhône in der Region Provence-Alpes-Côte d’Azur. Es wurde 1972 gegründet und umfasste sechs Gemeinden. Der Verwaltungssitz befand sich im Ort Istres.

## Historische Entwicklung
Am 11. August 1972 gründeten die Gemeinden Istres und Miramas mit der Hafenzone Fos-sur-Mer einen Gemeindeverband. Am 18. Dezember 1972 trat die Gemeinde Fos-sur-Mer bei, es wurde das Syndicat communautaire d’aménagement (SCA) gegründet. Am 12. Juli 1984 wurde das SCA in ein Syndicat d’agglomération nouvelle (SAN) umgewandelt. Diesem Syndicat traten am 1. Januar 2003 die Gemeinden Cornillon-Confoux, Grans und Port-Saint-Louis-du-Rhône bei.
Mit Wirkung vom 1. Januar 2016 wurde der Gemeindeverband in die neu gegründete Métropole d’Aix-Marseille-Provence integriert.

## Ehemalige Mitgliedsgemeinden
1. Cornillon-Confoux
2. Fos-sur-Mer
3. Grans
4. Istres
5. Miramas
6. Port-Saint-Louis-du-Rhône